# Зейтинбурну
Зейтинбурну (тур. Zeytinburnu, буквально, Оливковый мыс) — район провинции Стамбул (Турция), часть города Стамбул.

## История
Первыми здесь поселились последователи секты «Священники Иерусалима», покинувшие Константинополь после завоевания города турками. Затем здесь стали поселяться и турки. С начала XIX века в Зейтинбурну начала развиваться кожевенная промышленность, а впоследствии — и текстильная. Промышленное развитие привело к бурному росту города за счёт рабочего класса. 1 сентября 1957 года Зейтинбурну стал отдельным районом Стамбула. Крупная уйгурская и казахская община Стамбула проживает в Зейтинбурну. Район славится изготовлением турецких дублёнок. Слово тур. zeytin означает «маслины».

## Галерея

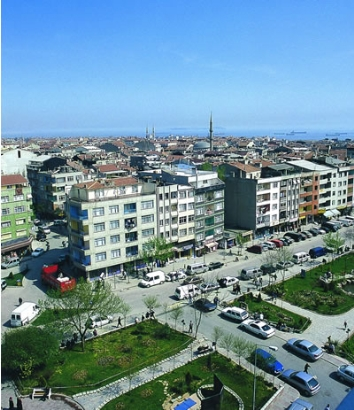
Общий вид
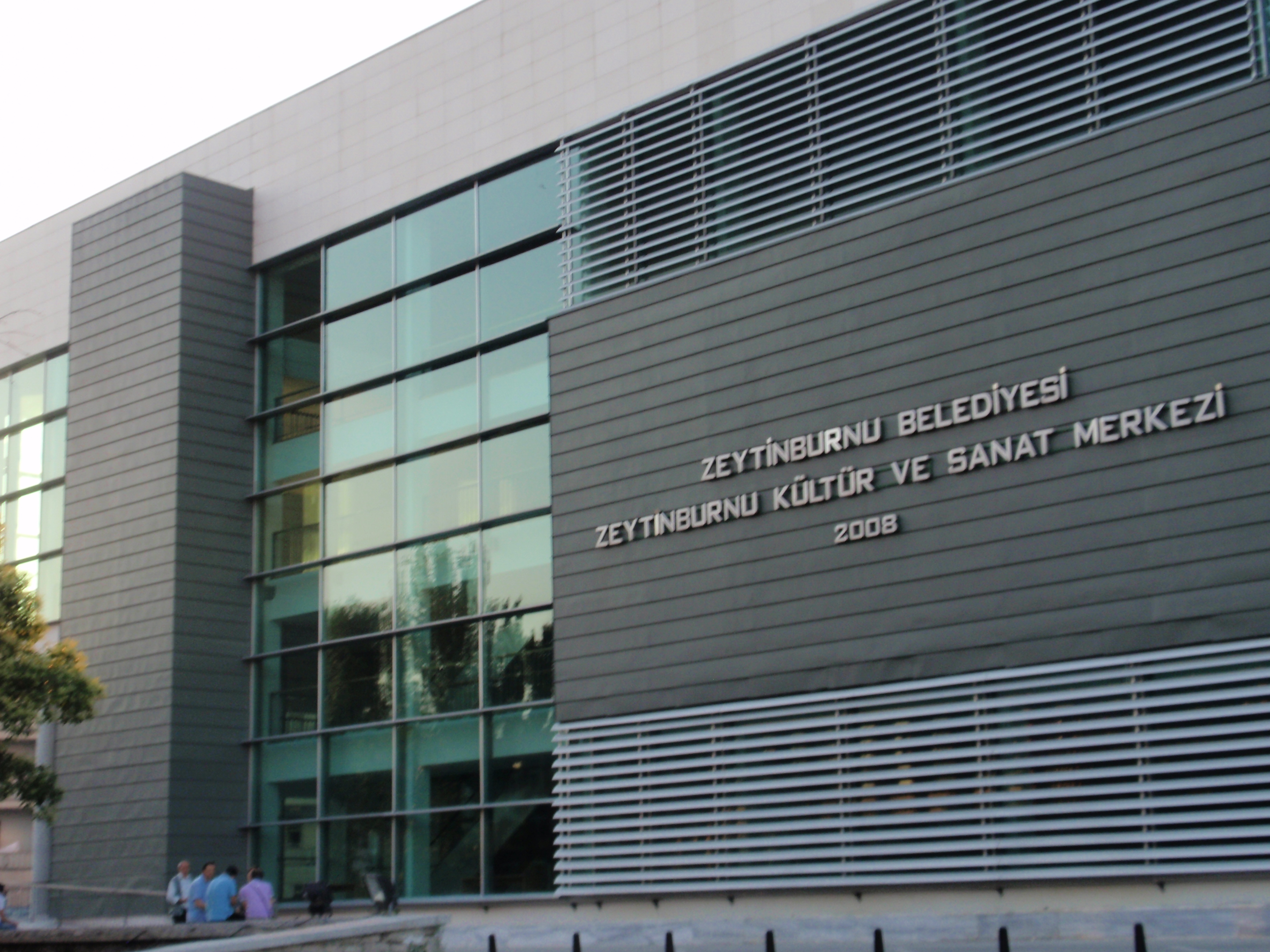
Центр культуры и искусства Зейтинбурну
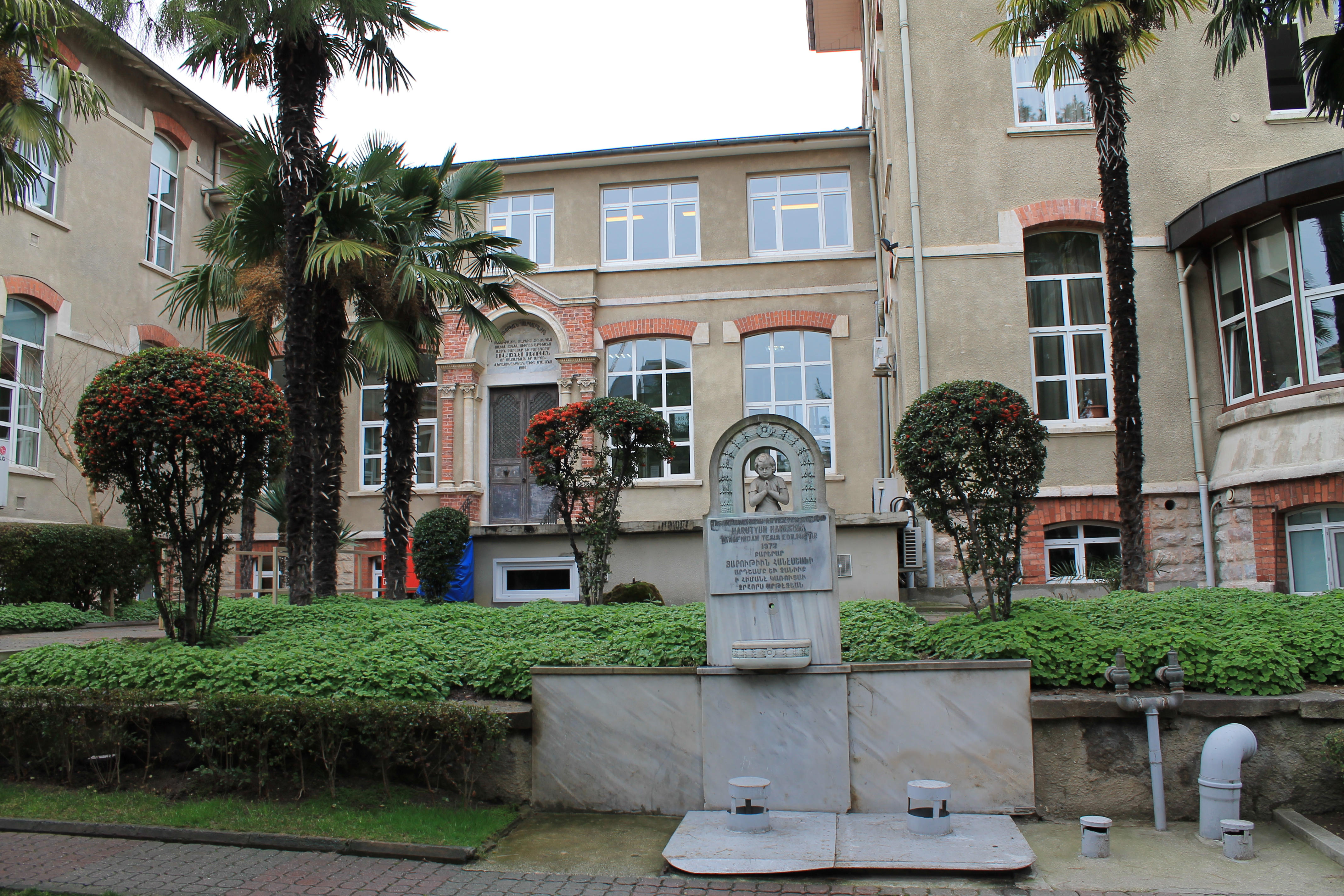
Армянская больница
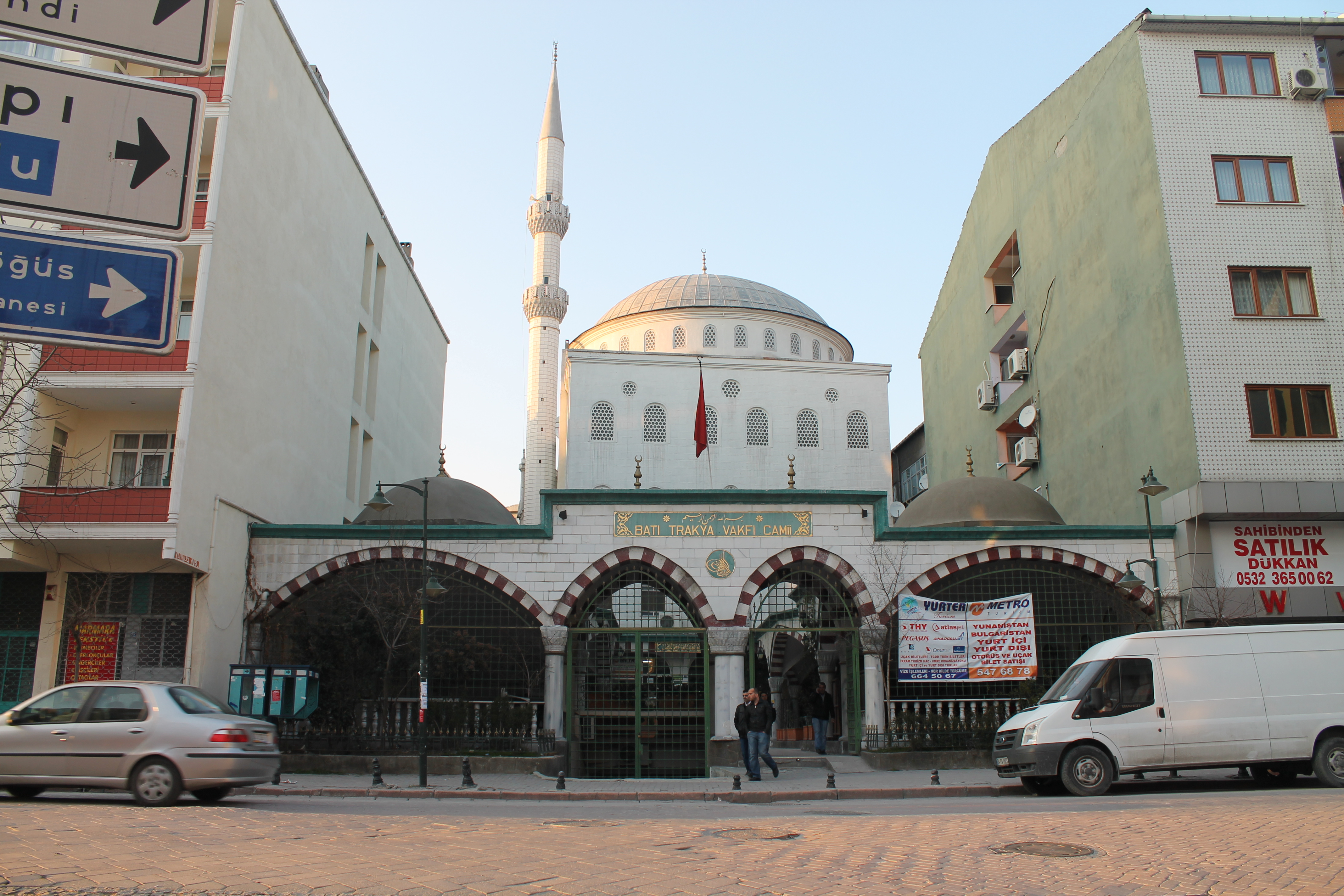
Общинная мечеть турок Западной Фракии
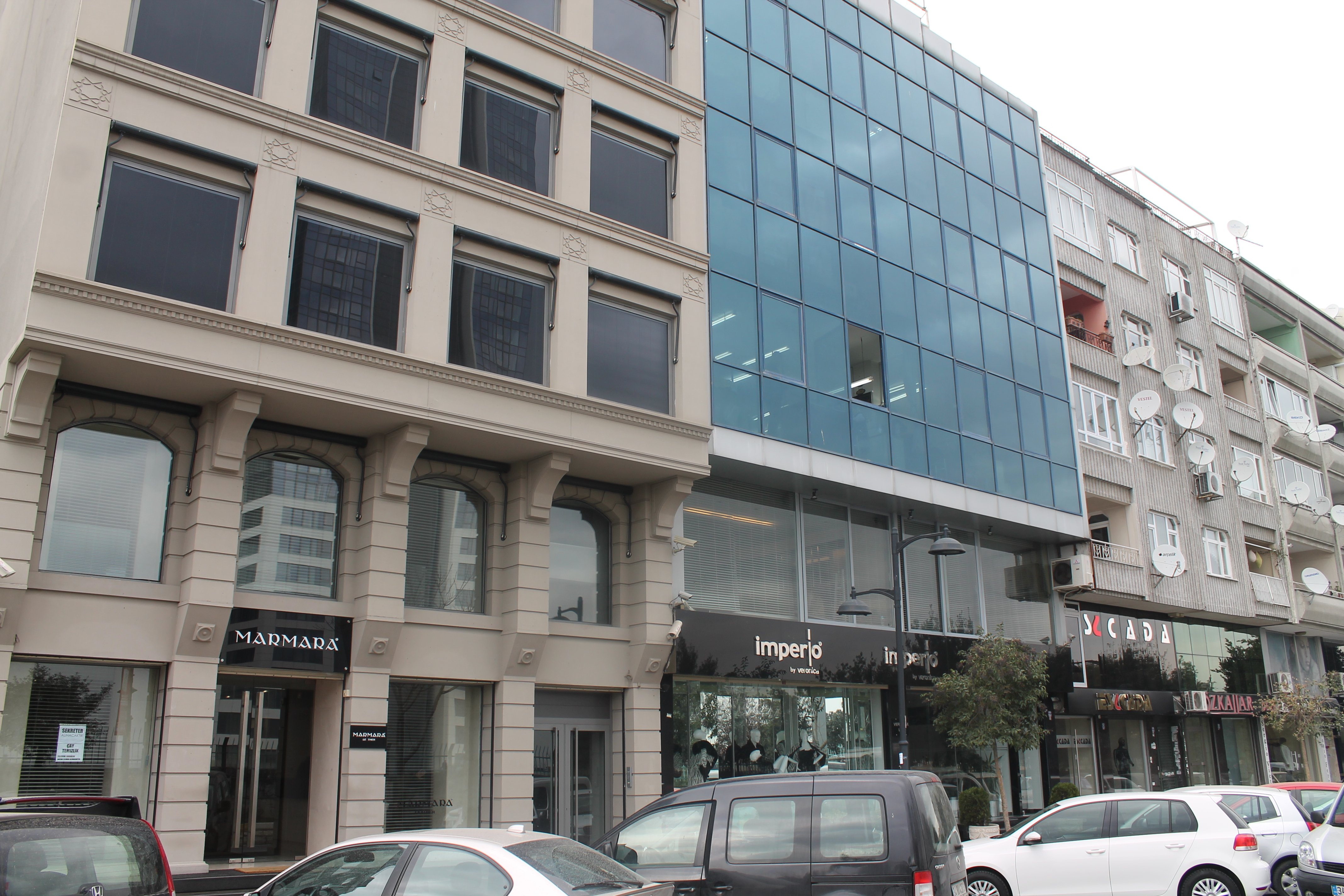
Улица Hat Boyu и кожаные магазины
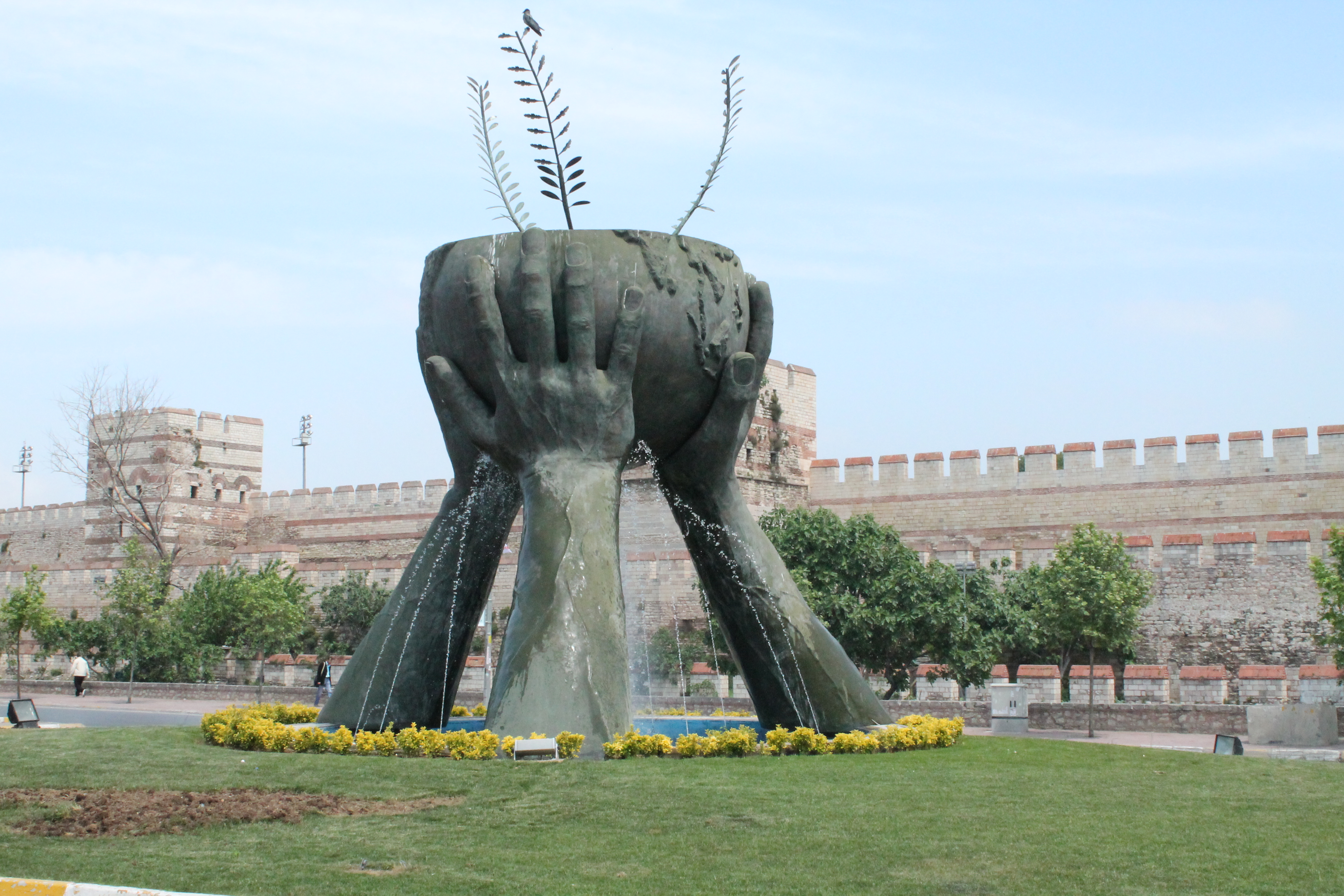
Белградские ворота
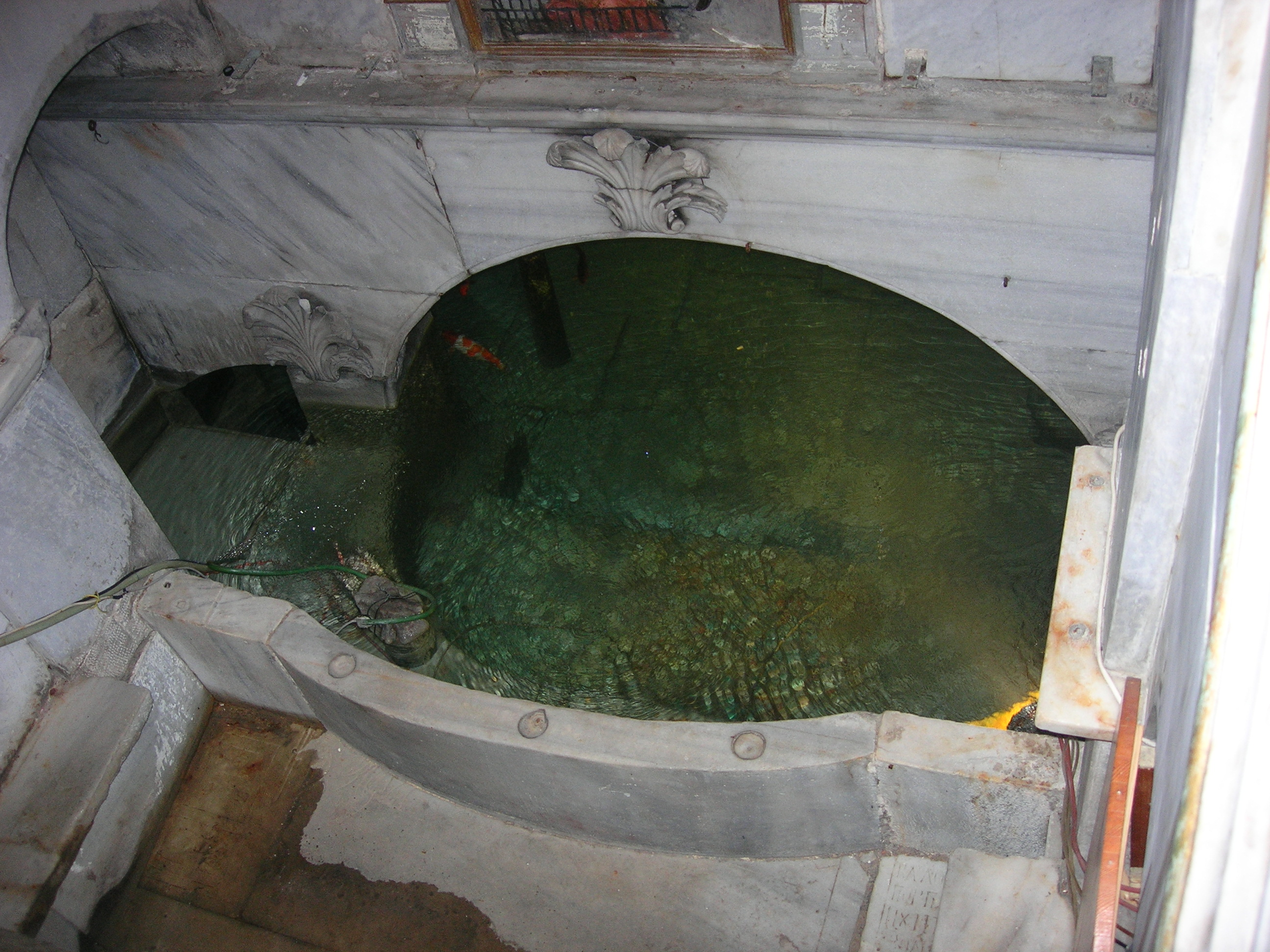
Святые рыбы в греческой церкви Балыклы